# Antoñita Singla
Antoñita Singla (* 1948 in Barcelona) ist eine romani Flamenco-Tänzerin und Schauspielerin. Sie trat häufig unter dem Künstlernamen Antoñita La Singla oder einfach „La Singla“ auf.

## Frühes Leben
Antonia Singla Contreras wurde 1948 im Viertel Somorrostro de la Barceloneta in Barcelona, Spanien, geboren. Zu dieser Zeit war das Viertel ein Elendsviertel und eine Gemeinschaft der Roma. Wenige Tage nach ihrer Geburt litt sie unter Schmerzen, möglicherweise verursacht durch eine Meningitis, und verlor ihr Gehör. 1968 erlebte sie eine teilweise Besserung ihres medizinischen Zustands. Während ihrer Kindheit lernte La Singla mit großem Geschick Tänze wie Rumba, Fandango, Bulerías und Flamenco. Sie begann das Tanzen, indem sie ihre Mutter beim rhythmischen Klatschen beobachtete, den Rhythmus aufnahm und ihn in einen bemerkenswert emotionalen Tanz umsetzte. Es wird berichtet, dass sie erst im Alter von 16 Jahren flüssig sprach.

## Karriere

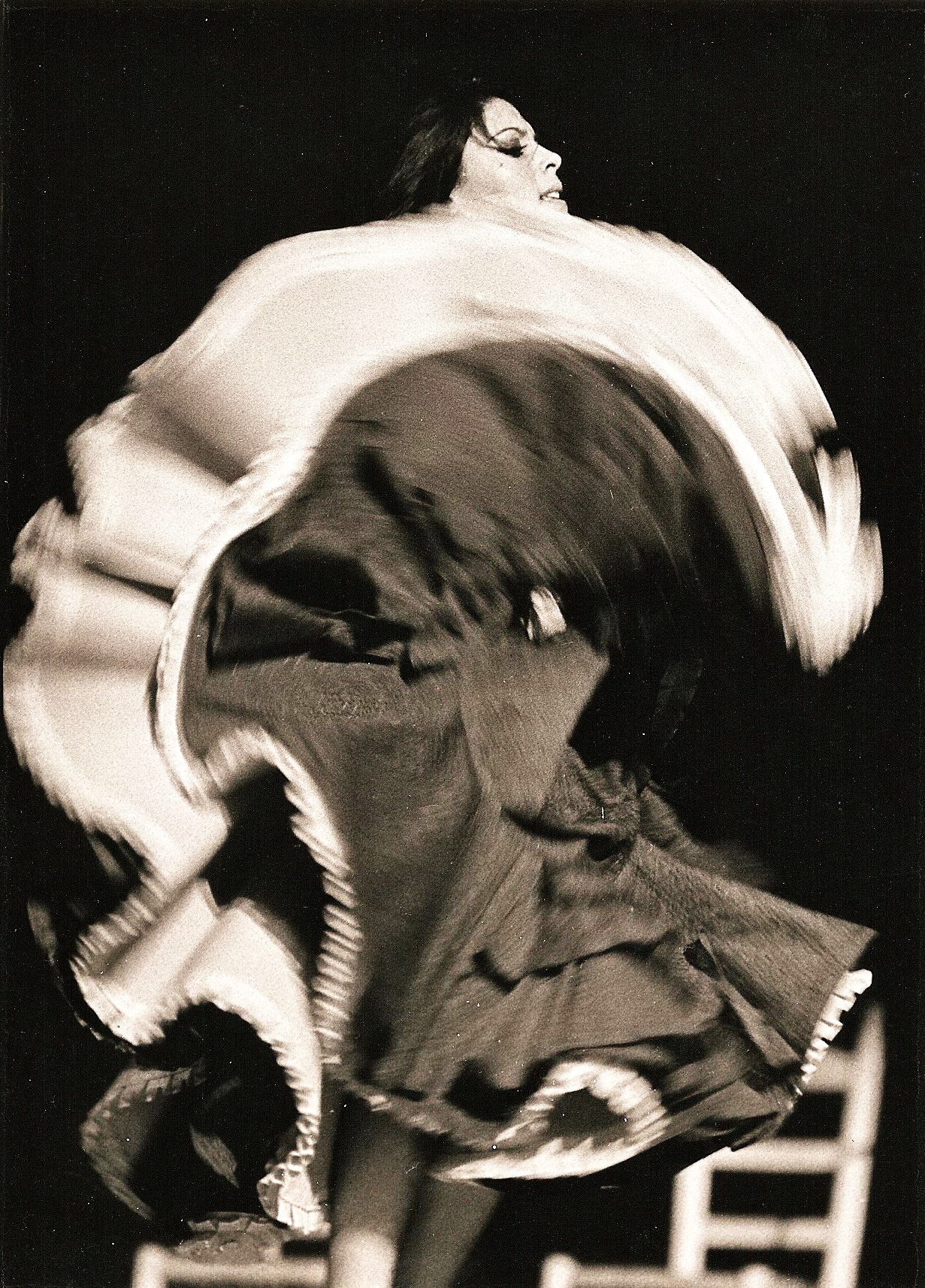
La Singla beim Tanzen

Singla begann ihre Karriere bereits im Alter von 12 Jahren und tanzte in Tavernen in Barcelona. Sie war bekannt dafür, bei dramatischen Tänzen Hosen im Bailaor-Stil zu tragen, was zuvor auch Tänzerinnen wie Carmen Amaya praktizierten.
1960 startete sie ihre künstlerische Laufbahn mit ihrer Teilnahme am Festival Flamenco Gitano. Dieses 1965 veranstaltete Event wurde von deutschen Organisatoren von Blues- und Gospel-Festivals initiiert, die beschlossen, in Flamenco zu investieren. Das Festival tourte durch Europa und Amerika; der Auftakt fand in Berlin statt. La Singla erlangte international größere Bekanntheit als in Spanien.
1963 trat sie als Schauspielerin und Tänzerin im Film Los Tarantos auf, der unter der Regie von Francisco Rovira-Beleta entstand. Der Film basiert auf einem Stück von Alfredo Mañas und erzählt die Geschichte einer erbitterten Auseinandersetzung zwischen zwei Roma-Familien in Barcelona. La Singla spielte die Tänzerin 'Sole' und traf dabei Carmen Amaya, mit der sie oft verglichen wurde. Der Film wurde 1964 für einen Oscar in der Kategorie „Bester fremdsprachiger Film“ nominiert.
Ein weiterer bedeutender Meilenstein in ihrer Karriere war ihr Auftritt im Flamenco-Club Los Califas, der am 15. Oktober 1965 eröffnet wurde. Aufgrund ihrer Taubheit war es für die Musiker nicht einfach, mit ihr zu interagieren, dennoch führte sie die Performances fehlerfrei aus. Diese außergewöhnliche Situation zog viele Fachleute der Flamenco-Tanzszene an.

## Vermächtnis
Im Jahr 2017 lebte Singla in Santa Coloma de Gramenet, in Katalonien, weit entfernt von den Tablaos.
Am 15. April 2017 eröffneten ihr Bruder Juan José Singla Contreras und sein Partner Santiago Parra ein Flamenco-Tablao in Barcelona, das ihr zu Ehren den Namen „La Singla“ trägt. Es ist das erste neue Flamenco-Etablissement, das seit 30 Jahren in der Stadt eröffnet wurde.